# Епархия Фахардо — Умакао

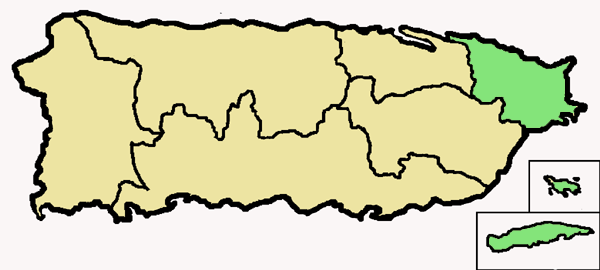
Епархия на карте Пуэрто-Рико

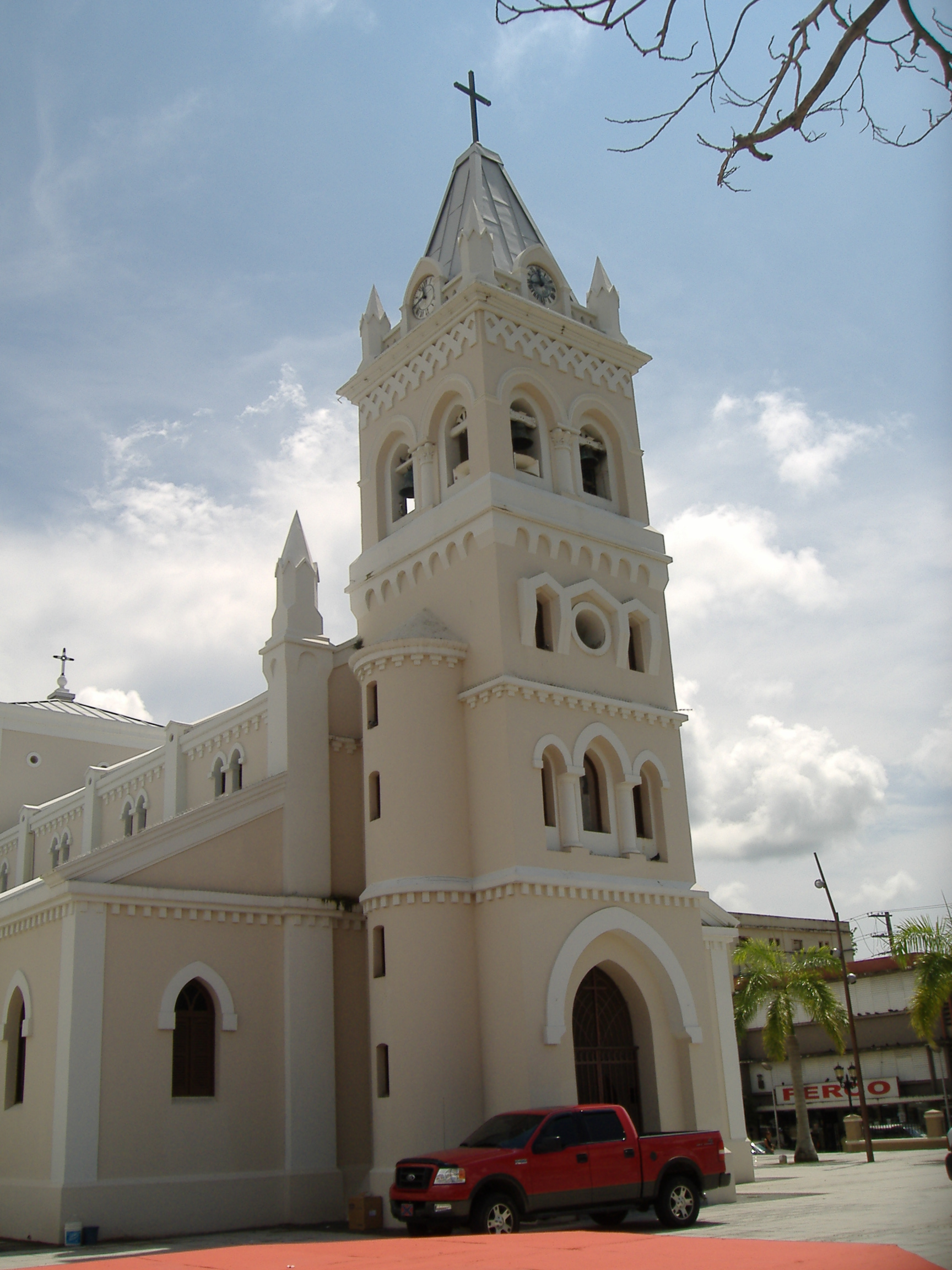
Сокафедральный собор Умакао

Епархия Фахардо — Умакао (лат. Dioecesis Faiardensis-Humacaensis) — епархия Римско-Католической церкви с центром в городе Фахардо, Пуэрто-Рико. Епархия Фахардо — Умакао входит в митрополию Сан-Хуана. Кафедральным собором епархии Фахардо — Умакао является церковь Святого Иакова в городе Фахардо. В городе Умакао находится сокафедральный собор Сладчайшего Имени Иисуса.

## История
11 марта 2008 года Папа Римский Бенедикт XVI издал буллу «Venerabiles Fratres», которой учредил епархию Фахардо — Умакао, выделив её из архиепархии Сан-Хуана и епархии Кагуаса.

## Ординарии епархии
- епископ Эусебио Рамос Моралес (11.03.2008 — 2.02.2017) — назначен епископом Кагуаса.

## Статистика
На конец 2012 года из 295 800 человек, проживающих на территории епархии, католиками являлись 100 164 человека, что соответствует 33,9% от общего числа населения епархии.
| год  | население | население | население | священники | священники        | священники         | священники                           | постоянные диаконы | монахи  | монахи  | приходы |
| год  | католики  | всего     | %         | всего      | белое духовенство | черное духовенство | число католиков на одного священника | постоянные диаконы | мужчины | женщины | приходы |
| ---- | --------- | --------- | --------- | ---------- | ----------------- | ------------------ | ------------------------------------ | ------------------ | ------- | ------- | ------- |
| 2008 | 97.869    | 293.000   | 33,4      | 22         | 17                | 5                  | 4.448                                | 21                 | -       | -       | 21      |
| 2012 | 100.164   | 295.800   | 33,9      | 19         | 11                | 8                  | 5.271                                | 26                 | 8       | 25      | 21      |